# Ian Geoghegan
Ian Geoghegan, född den 26 april 1940, död den 19 november 2003, var en australisk racerförare.

## Racingkarriär
Geoghegan inledde sin aktiva karriär när ATCC startade 1960, då han slutade på tredjeplats i mästerskapet. Han blev msäatre i serien fem gånger; 1964, 1966, 1967, 1968 och 1969. 1973 vann han Bathurst 1000 km, och han tävlade i diverse klasser under 1970-talet, innan han avslutade karriären 1981. Geoghegan avled 2003.